# Anass Salah-Eddine
Anass Salah-Eddine (* 18. Januar 2002 in Amsterdam) ist ein niederländisch-marokkanischer Fußballspieler. Der Außenverteidiger steht bei der AS Rom unter Vertrag.

## Karriere

### Verein
Salah-Eddine begann seine fußballerische Laufbahn bei Blau-Weiß Amsterdam und wechselte dann zur RKSV Pancratius. Bis 2015 spielte er beim AFC Amsterdam. In jenem Jahr wechselte er in die Jugendakademie von AZ Alkmaar. 2017/18 machte er bereits einige Spiele für die B-Junioren in der B-Junioren-Eredivisie. Nach dieser Saison wechselte er in die Jugendakademie Ajax Amsterdams. Dort schwankte er 2018/19 zwischen A- und B-Junioren, machte aber unter anderem vier Spiele in der Youth League. Am Ende der Saison gewann er mit der U19 die Liga und den Pokal. Auch 2019/20 spielte er zunächst noch in der Jugend und Youth League, debütierte dann aber am 13. Januar 2020 (21. Spieltag) gegen Jong PSV bei einem 0:0-Unentschieden in der Startformation. Dies war jedoch sein einziger Saisoneinsatz für die zweite Mannschaft und auch 2020/21 fiel er lange wegen einer Verletzung aus.
Im Sommer 2022 wechselte er per Leihe für eine Saison zum FC Twente Enschede. Nachdem er nach Ablauf der Leihe zunächst zu Ajax zurückgekehrt war, verpflichtete ihn Twente am 1. Februar 2024 fest.

### Nationalmannschaft
Salah-Eddine kam bislang für diverse Juniorenteams der Niederlande zum Einsatz. Mit der U17 nahm er an der EM und WM 2019 teil. Erstgenannte gewann er mit seinem Team auch.

## Erfolge
Verein
- Niederländischer U19-Meister: 2019
- Niederländischer U19-Pokalsieger: 2019

Nationalmannschaft
- U17-Europameister: 2019